# Base aerea di Torrejon

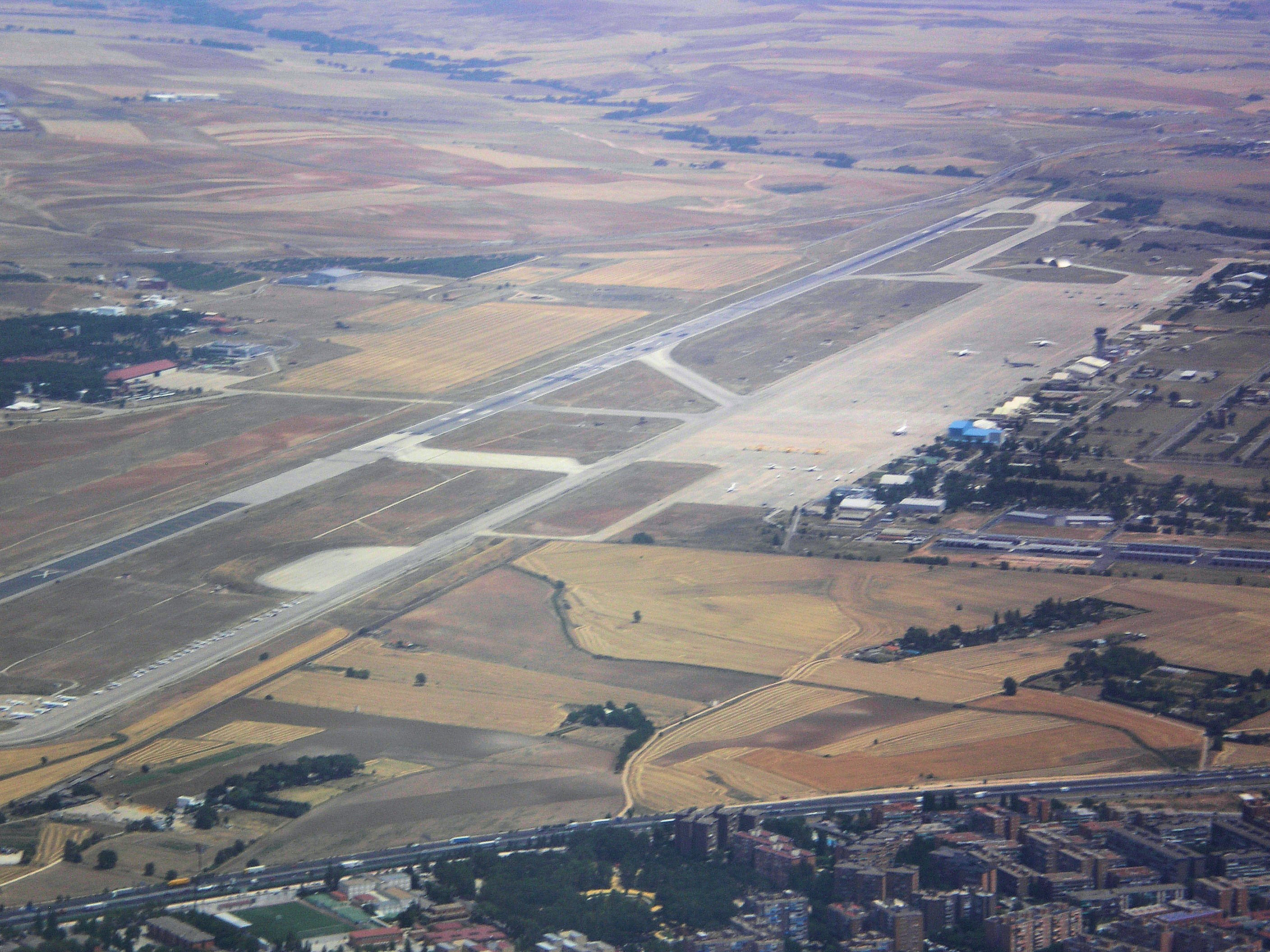
La base aerea di Torrejón.

La base aerea di Torrejón è un aeroporto militare situato in Spagna, nei pressi di Torrejón.

## Storia
Dopo gli accordi USA-Spagna del 1953 l'aeroporto fu gestito dalla United States Air Force. La base aerea di Torrejón era una delle basi aeree principali in Europa centro-meridionale assieme alle basi aeree di Aviano in Italia e quella di İncirlik in Turchia. Di fatto la base ha cessato di fungere da avamposto per la USAF già a partire dal 21 maggio 1992, quando gli aeromobili di stanza furono trasferiti ad Aviano.
La base aerea statunitense di Torrejón fu aperto a scopi civili e lo scalo noto come aeroporto di Madrid-Torrejón, stante la vicinanza alla città di Madrid.
Chiuso ai voli civili dal 2013, è divenuto base aerea della Forza Aerea spagnola.